# Davallia assamica
Davallia assamica là một loài dương xỉ trong họ Davalliaceae. Loài này được Bedd. Baker mô tả khoa học đầu tiên năm 1868.